# Cryptocephalus rufipes
Cryptocephalus rufipes es una especie de insecto coleóptero de la familia Chrysomelidae.
Fue descrita científicamente en 1777 por Goeze.